# 雙面騎士
《雙面騎士》（Chevalier:Le Chevalier D'Eon）是以沖方丁的歷史奇幻小說為基礎而改編的作品，有動畫、小說、漫畫多個版本，動畫由Production I.G製作，共有24集。以歷史上實際存在的外交官夏尔·德·博蒙作為主角的原型，詳盡的考證18世紀歐洲的國際情勢與煉金術等所謂的神祕學，創造虛實交錯的世界觀。

## 故事內容
主角迪安·德·波蒙為法蘭西王國的騎士，姊姊麗雅·德·波蒙也效忠於法國王室波旁王朝。但是有一天麗雅的屍體在塞納河中被發現 ，死因並不單純，彷彿牽扯一些重大的陰謀。於是迪安為了尋找殺死姊姊的兇手而踏上旅途…

## 釋名
雙面騎士中出現許多特殊的符號與名詞，皆與故事中設定的神秘力量有極大的關係。
詩篇
在本動畫中，最重要的元素即為「詩篇」。此處所指的詩篇即為舊約聖經的「詩篇」。當「詩人」朗讀詩篇中關於王之詩的段落時，便具有強大的法力。誦讀詩篇的力量可以治療傷口、或致人於死、或感知事象的發生與存在、或封印秘密。
詩人
能夠使用詩篇力量的人稱為詩人，類似魔術師一般的人們。在本作品中，歐陸的詩人以聖日耳曼伯爵為首，在英國梅多梅納姆修道院中的革命教團，則是詩人的大本營。
nqm
本字源於希伯來文，讀音為naqam，意為「復仇」，但更深一層來說，則是將混亂的世態回復均衡之意。路易十五的機密局（Le Secret du Roi，法文），有許多物品書信都以此一代號稱之。
H∴O
為Hommes∴Optare，前者Hommes為法文的「人類」，後者Optare為拉丁文的「希望」之意。將兩字結合重新排列，可獲得Metamorphose（蛻變）一字。在動畫中，受詩篇力量控制的人，身上通常會出現H∴O的符號。
Gargoyles(ガーゴイル)
原意是中世紀建築物上屋簷的承霤口（排水口）雕像，通常作成巨嘴怪物狀，但在本動畫中，指的是「石像怪」，詩人運用詩篇力量製作的血液被水銀取代的人，完全被詩篇力量控制而行動。
皇室之詩
記載法國王室歷史與預言將來的書。只有法國的王室才能打開閱讀，否則就必須用王室的鮮血才能開啟。故事最後，法國王室真正的血脈斷絕後，未來法國大革命的先行者竟能開啟這本王室之詩。羅賓將此稱之為「革命之詩」。

## 登場人物
迪恩·德·波蒙（D'eon de Beaumont）　配音員：泰勇氣(青年)、野島昭生(老年及旁白)、台灣配音員：夏治世
主角，法國貴族，受封為騎士。原本性格單純、沈靜，但一直以其姐姐為目標奮鬥，先是加入巴黎的秘密警察，後來成為路易十五的秘密外交官，銜命將記載有法國歷史與預言的「王室之詩」帶回國內。在一次秘密警察預計對奧爾良公爵的行動失敗後，迪恩被剛過世的姊姊莉雅附身，殺死了被詩人以詩篇力量操縱的石像怪。起初迪恩懼怕莉雅不時的降臨與強大的怨恨激情，後來莉雅與迪恩合一的回憶卻幫助他逐步找回王室之詩的真相。故事最後，揭開真相的迪恩被追殺，只好以女裝示人以躲避追捕。
範本為歷史上真實存在的人物「夏尔·德·博蒙」
莉雅·德·波蒙（Lia de Beaumont）　配音員：水野理紗、台灣配音員：林芳雪
迪恩的姊姊，具有高超的劍術，是效忠於路易十五的騎士，但本作一開始便已死於非命，屍體被人刻意放在小舟中漂流，棺木上寫有神秘的Psalms（英文，意即舊約聖經中的「詩篇」之意，法文的「詩篇」寫作Livre des Psaumes）字樣。由於遺體不腐，無法安葬，靈魂徘徊在現世，後來附身在迪恩身上，帶著強大的怨念與憤怒，帶著詩篇的力量，進行一連串的復仇。莉雅與馬克西米利安·羅伯斯比爾同樣侍奉路易十五，兩人曾為戀人，卻因為王室之詩所載的內容而無法結合。莉雅可說是因為王室之詩而被滅口的第一人。事實上，莉雅與迪恩是同母異父姐弟，但莉雅卻和馬克西米利安是同父異母的關係，也就是說莉雅也繼承了法國皇室的血統。
杜蘭（Durand）　配音員：成田劍、台灣配音員：康殿宏
曾經為機密局的一員，擅長雙劍技巧，曾與莉雅、馬克西米利安共事，很為莉雅的美麗與風采傾倒。與迪恩一同尋找殺害莉雅的兇手。杜蘭最珍視的隨身物品是一個刻有nqm字樣、已經停止不走的懷錶，他對外聲稱這個懷錶是他曾祖母傳給他、亨利四世時代的舊物，但其實不是。真實身份為路易十五的密探，受王命與迪恩前往俄羅斯和英國找回王室之詩，但在英國卻收到路易十五的密令，要求杜蘭取得王室之詩後，殺害其他同伴獨自將王室之詩帶回。杜蘭最後只能在忠義難兩全的悲劇中死亡。
羅賓（Robin）　配音員：松元惠、台灣配音員：雷碧文
出身平民、由於天資聰穎，被瑪麗皇后收為隨從並養育長大，對瑪麗王后極為忠心，也認識莉雅。亦受王命加入迪恩一行人尋找皇室之詩。在本作結尾，他化名為馬克西米利安·羅伯斯比爾，後來成為法國大革命的重要人物。
特拉戈里（Teillagory）　配音員：佐藤晴男、台灣配音員：李香生
路易十四時就名震天下的騎士，出場時雖然年事已高，但劍術依然精絕，所用佩劍也是路易十四御賜。他是莉雅與迪恩的劍術老師，與杜蘭、羅賓、迪恩一同踏上尋找皇室之詩的任務旅程，杜蘭和迪恩都以「老師」稱之，至於羅賓則是以「特拉戈里大人」稱呼。特拉戈里育有一子，在路易十五的宮廷中擔任騎士，然而卻不幸陣亡。在劇情最後，迪恩與羅賓才知道特拉戈里因喪子之慟，轉而效忠於路易十五之叔父奧爾良公爵。最後為了保護公爵與羅賓，死在羅賓的槍下。
馬克西米利安·羅伯斯比爾（Maximilien Robespierre）　配音員：櫻井孝宏、台灣配音員：曹冀魯
在俄羅斯篇出場直到最後一話。在本作中，他原本是機密局的成員，與莉雅、杜蘭共事，也是路易十五最親近的侍衛和密探。他與莉雅兩情相悅，也在英國一同與革命教團有所接觸，得知詩篇的神奇力量。兩人出使英國歸來後原本打算結婚，然而路易十五對其突然疏遠，令他感到不安而開始尋找真相。他發現並偷取了記載法國歷史與預言的王室之詩，但他無法閱讀，便將之交與莉雅，莉雅竟具有閱讀王室之詩的能力。在王室之詩中莉雅獲知兩人與路易十五真正的身世，感到害怕，要求馬克西米利安將王室之詩歸還，然而莉雅卻因此死於非命。馬克西米利安遂立志要報復殺害莉雅的兇手。最後，他在路易十五的最終戰中受了重傷，死在莉雅的懷中。雖然被歸類為英國人，但他其實是法國王室在皇室之詩得知預言後將王室子嗣給調換的其中一人。史實人物，但是並非死於路易十五的手上。正史中他成功的領導革命成功，在新成立的共和國施行恐怖專政。於熱月政變中羅伯斯比爾與他的雅各賓黨黨徒被新成立的共和國督政府下令處死。

### 法國I、II篇
路易十五世（ルイ15世）　配音員：稻田徹、台灣配音員：康殿宏
法國國王。在動畫中將其塑造為「受愛戴的王」，但下令取回王室之詩是希望能隱藏自己血統上的秘密與問題。正史與動畫中，路易十五都是死於疾病。
瑪麗王后（マリー）　配音員：甲斐田雪、台灣配音員：林芳雪
國王路易十五世的妻子。是波蘭公主，也是一位能運用詩篇力量的詩人，似乎具有預見未來的力量。本劇中她經常持有一個附有嬰兒靈魂、上有nqm字樣、具神秘力量的骷髏頭骨，默默在了解一切內情。最後因為知道得太多被路易十五賜毒酒自盡。
安娜（アンナ）　配音員：喜多村英梨、台灣配音員：雷碧文
法國貴族少女，迪恩·德·波蒙的未婚妻，侍奉瑪麗王后，也是王儲奧古斯都（後來的路易十六）的侍女。深愛迪恩，不計一切等待他從國外歸來。然而最後卻因為意外目睹王后喝下毒酒，而不幸被路易十五滅口。
奧古斯都（オーギュスト）　配音員：鈴木真仁
即路易十六，在本作中仍只是個少年，和安娜的關係極為良好，也常因為安娜的憂心神色而感到不安。
奧爾良公爵（オルレアン公）　配音員：千々和竜策、台灣配音員：曹冀魯
路易十四的弟弟，也就是路易十五的叔父。對於自己沒有繼位為法國國王感到耿耿於懷，為此他故意開放庭園讓異議分子和平民在他的庭院中高談闊論。他也是聖日耳曼伯爵的主要庇護人與支持者。他是正史中的奧爾良公爵菲利普一世，法國奧爾良王朝的創立者，他的玄孫路易-菲利普一世其後於1830年—1848年間為法國國王，奧爾良王朝取代了波旁王朝成為法國王室。
聖日耳曼伯爵（サン・ジェルマン）　配音員：松本保典、台灣配音員：曹冀魯
歷史上真有其人的神秘鍊金術士。在本作品中，是歐陸力量最強的詩人，來往歐洲各皇室間，將革命教團與詩人的勢力植入各國統治階層。動畫最後在王室之詩的預言引導下變成了石像怪去殺十五世，在莉雅等人的阻止下還是失敗而死。
龐巴杜夫人（ポンパドール夫人）　配音員：柳沢真由美、台灣配音員：鄭仁君
路易十五的情婦，對拯救法國的未來有極大的熱情與野心，積極掌控外交部，也跟聖日耳曼伯爵有密切的往來。在動畫最後被馬克西米利安·羅伯斯比爾殺死。在正史中，龐巴杜夫人的沙龍幾乎就是當時法國思想精英共聚一堂之所在，她在法國史上的名聲很高，掌控了法國政壇十九年，最後病死於情婦任內。

### 俄羅斯篇
伊莉莎白（エリザヴェータ）　配音員：田中敦子、台灣配音員：鄭仁君
即為正史上的俄羅斯女皇伊莉莎白·彼得羅芙娜（1709-1762）。深感當時社會男女不平等，傾向於政治改革，與守舊勢力對立。似乎有很多情人，但是這些「情人們」卻是她改革派的健將。視莉雅為忠實的友人。先後受到莉雅及迪恩的保護，一時免遭到守舊派暗殺，但在俄羅斯篇後段，這些改革派的健將卻遭詩人詛咒成為石像怪，將伊莉莎白殺死。
彼得三世（ピョートル3世）　配音員：飯田征利
伊莉莎白女皇遭暗殺後繼位，在動畫裡是個膽怯懦弱、幼稚無知的角色，常常毆打其妻子卡薩琳娜。後來卡薩琳娜率領迪恩等人發動政變，揭露彼得三世與詩人合作暗殺伊莉莎白的真相，據以逼迫彼得三世退位。退位後被卡薩琳娜下令絞死。
卡薩琳娜（エカチェリーナ）　配音員：高口幸子、台灣配音員：林芳雪
開明的俄羅斯女皇，彼得之妻，為開明專制的代表人物之一，她即是正史上非常有名的葉卡捷琳娜大帝，也是俄國唯二的兩位具有「大帝」稱號的君主（另一位為彼得大帝）。卡薩琳娜是英文發音，俄文的正式名為葉卡捷琳娜二世(Yekaterína II Alekséyevna)。史實上的她確實與動畫中類似，透過政變推翻夫婿彼得三世取得王位。而關於其如何處死彼得三世也是眾說紛紜，有人認為是下毒，也有人認為是絞死，本作則是採用絞刑的說法。
波隆佐夫（Vorontsov）　配音員：園部啟一、台灣配音員：康殿宏
俄國貴族，在俄羅斯篇之前便已出場，與奧爾良公爵、聖日耳曼伯爵過從甚密。據其最後死前向迪恩自述，他是伊莉莎白女皇最忠實的騎士，原先也支持改革派，然而女皇要他拋棄爵位出國收集情報，他無法接受自己拋棄祖先的榮耀與歷史，才倒向詩人一派。

### 英國篇
蓋爾希伯爵（Count Guercy）　配音員：石原凡、台灣配音員：曹冀魯
為法國駐英大使，具有一半蘇格蘭、一半法國血統。曾為機密局成員，與杜蘭、馬克西米利安·羅伯斯比爾、莉雅均為舊識，具有很強的情報收集能力。但因為自覺對忠誠感到懷疑與不值，而不再為機密局工作，轉而變成一個拜金主義者。
喬治三世（George III）　配音員：川原慶久、台灣配音員：陳旭昇
英國國王，想要借助詩人革命教團的力量，對法國開戰，以獲得君權的提高。但英國內閣仍然主導一切，提前與法國簽訂殖民地和約，最後喬治三世因為開戰陰謀負責而被迫退位。
美雅麗王妃（Queen Mary Charlotte）　配音員：涼風真世、台灣配音員：雷碧文
正史上，喬治三世的王后是夏綠蒂，但在本作中，夏綠蒂是美雅麗的妹妹，在美雅麗病亡後，哀痛的喬治三世接受了夏綠蒂和詩人的提議，讓美雅麗的靈魂降臨到夏綠蒂的身上，回到人間繼續與丈夫相守，有如莉雅靈魂附在迪恩身上一般。認為莉雅並非只是單純為了復仇而停留在世界上。動畫最後跟迪恩成為終身的好友一同隱居。
羅伯特·伍德（Robert Wood）　配音員：鶴岡聰、台灣配音員：康殿宏
外交大臣特別佐理，與革命教團有密切往來。所有英法之間的外交機密協定，都由他保管。為人好美酒、劍術與美女，結果被蓋爾希伯爵和迪恩等人利用這些弱點，成功竊得其中的機密文件。
達修德（Dashwood）　配音員：土師孝也、台灣配音員：陳旭昇
革命教團的首領。革命教團真正的目的是要取代歐洲皇室成為統治者，但對外卻鼓吹革命的言論，並且是詩人的大本營。達修德指使馬克西米利安·羅伯斯比爾前去盜取王室之詩，與取得開啟王室之詩所需的血液，並賦予他最強的詩人力量。但馬克西米利安·羅伯斯比爾卻反過來利用這一點，與達修德展開決鬥。
懷特海德（Whitehead）
達修德的左右手，經由馬克西米利安·羅伯斯比爾的請求，離開革命教團出來協助他追捕迪恩一行人。
桑德伊奇伯爵（Earl Sandwich）　配音員：梅津秀行
革命教團派至議會的「詩人」，擔任英國海軍大臣，但在達修德逝世之後馬上辭去了職務。

## 動畫

### 工作人員
- 導演：古橋一浩
- 動畫人物設計：尾崎智美
- 音樂：
- 製作：Production I.G
- 美術監督：大野廣司
- 3D監督：遠藤誠
- 特殊効果：村上正博
- 撮影監督：谷内潤
- 音響監督：

### 主題曲
片頭曲「BORN」
歌：奧田美和子
片尾曲「OVER NIGHT」
歌：伊藤亞矢子

### 每話標題
法國編
第01話「迪恩∴莉雅」
第02話「四劍客」
第03話「悲憤之劍」
第04話「革命的信徒」
第05話「巴黎皇家宮殿」
第06話「王之騎士」
俄羅斯編
第07話「石像怪」
第08話「謁見女皇」
第09話「愛人們」
第10話「皇家之詩」
第11話「聖都之雨」
第12話「祖國之眠」
英國編
第13話「預兆」
第14話「羅伯特･伍德的公事包」
第15話「最後的密令」
第16話「魂的去向」
第17話「一個名叫梅多梅那姆的地方」
第18話「新世界」
第19話「直到紅色鮮血流盡」
第20話「犧牲自己」
法國編II
第21話「名譽的代價」
第22話「NQM」
第23話「為了摯愛」
第24話「太初有道」

## 漫畫
漫畫名為《シュヴァリエ》，漫畫版故事設定和動畫版略有不同，從2005年至2008年間於日本講談社《月刊マガジンＺ》連載。
台灣由長鴻出版社代理販售，中文譯名為《騎士 ~ Chevalier ~》，全8卷。
又稱作絲芬克斯，由夢露霧子所畫，香港由天下出版發售，目前已完結，全８卷。
| 冊數 | 講談社         | 講談社                 | 長鴻出版社     | 長鴻出版社             |
| 冊數 | 發售日期       | ISBN                   | 發售日期       | ISBN                   |
| ---- | -------------- | ---------------------- | -------------- | ---------------------- |
| 1    | 2005年10月21日 | ISBN 978-406-34-9224-8 | 2007年3月16日  | ISBN                   |
| 2    | 2006年3月23日  | ISBN 978-406-34-9238-5 | 2007年5月15日  | ISBN 978-626-00-2996-8 |
| 3    | 2006年8月17日  | ISBN 978-4-0634-9256-9 | 2007年11月8日  | ISBN 978-626-00-2994-4 |
| 4    | 2007年1月23日  | ISBN 978-406-34-9271-2 | 2007年12月13日 | ISBN 978-626-00-2995-1 |
| 5    | 2007年7月23日  | ISBN 978-406-34-9294-1 | 2007年12月19日 | ISBN 978-626-00-2998-2 |
| 6    | 2007年12月21日 | ISBN 978-406-34-9327-6 | 2013年8月19日  | ISBN 978-626-00-2997-5 |
| 7    | 2008年9月22日  | ISBN 978-406-34-9381-8 | 2014年7月15日  | ISBN 978-626-00-2996-8 |
| 8    | 2009年2月23日  | ISBN 978-406-34-9413-6 | 2014年7月15日  | ISBN 978-626-00-2999-9 |

## 引用詩篇
- 迪恩

《舊約聖經‧詩篇 第21章第3節》:主賜予王祝福、黃金和冠冕
《舊約聖經‧詩篇 第21章第4節》:賜予了持續到永遠的日日夜夜
《舊約聖經‧詩篇 第21章第5節》:賜予了王光輝的榮耀和尊貴的威嚴
《舊約聖經‧詩篇 第21章第7節》:因此王得到至高的恩惠 永不動搖 你賜予了王勝利
《舊約聖經‧詩篇 第17章第1&2節》:主啊 求你秉持信義與公正
《舊約聖經‧詩篇 第17章第5節》:我恆行在你所指引的道路上
《舊約聖經‧詩篇 第22章第20節》:主啊 求你救護我脫離惡人的刀劍
《舊約聖經‧詩篇 第143章第3節》:仇敵逼迫我的靈魂
《舊約聖經‧詩篇 第18章第5節》:想把我驅逐到黑暗中 讓我永遠做陰間的子民
《舊約聖經‧詩篇 第9章第20節》:主啊 求你使他們恐懼 願他們知道自己不過是人
《舊約聖經‧詩篇 第6章第2&3節》:主啊 請哀憐我 我被悲傷所侵蝕
《舊約聖經‧詩篇 第6章第3節》:骨頭發顫 靈魂軟弱不堪
- 莉雅

《舊約聖經‧詩篇 第21章第1節》:主啊 對於塵世間的諸多事物 我已不復恐懼
《舊約聖經‧詩篇 第1章第1節》:有福的人 將避開成群之惡人 不停步於罪人的道路 不就坐於嘲諷者的座席
《舊約聖經‧詩篇 第1章第4節》:惡人們如同飛散在空中的榖糠
《舊約聖經‧詩篇 第1章第5節》:在神的裁罰之前 在義人們之前不堪一擊
《舊約聖經‧詩篇 第1章第6節》:義人們的道路受神的指引 罪惡之道終將走向滅亡
《舊約聖經‧詩篇 第2章第7節》:主說道 你是我的孩子 我今天生下了你
《舊約聖經‧詩篇 第2章第9節》:用鐵杖擊敗他們 如陶器一般將他們擊碎
《舊約聖經‧詩篇 第19章第1節》:上天述說著神的榮光 蒼穹傳揚著祂的作為
《舊約聖經‧詩篇 第19章第2節》:日日發出言語 夜夜傳出知識
《舊約聖經‧詩篇 第19章第3節》:既不開口亦不述說 也未聞其聲 其話語通遍天下 其言語響徹地極
《舊約聖經‧詩篇 第19章第7節》:主的律法是完美無缺的 能予靈魂重生 主的律法是真實確定的 能賜愚人智慧
《舊約聖經‧詩篇 第9章第1&2節》:我要全心稱謝主的正義 要歌頌至高者的名
《舊約聖經‧詩篇 第11章第2節》:看吶 惡人的箭已上弦 要從暗處射內心正直的人
《舊約聖經‧詩篇 第11章第3節》:世界的秩序既已毀壞 跟隨主的義人還能怎麼辦呢
《舊約聖經‧詩篇 第11章第5節》:主啊 求你試探義人與惡人 唾棄喜好暴力的人
《舊約聖經‧詩篇 第11章第6節》:將炭火與硫磺灑落惡人身上 讓眾人之命運皆受烈焰洗禮
《舊約聖經‧詩篇 第11章第7節》:主喜愛公義 正直者終必將得以仰視主的容顏
《舊約聖經‧詩篇 第142章第1節》:我高聲向主嘆息
《舊約聖經‧詩篇 第142章第3節》:在我的靈魂枯萎之時 主啊 你知道我所行的道路
《舊約聖經‧詩篇 第55章第23節》:行流血與欺詐者 其生命必無法苟延至中途
《舊約聖經‧詩篇 第78章第50節》:主向著王為自己的怒氣拓平了道路
- 馬克西米利安

《舊約聖經‧詩篇 第1章第2節》:此外，他喜愛神的法律 日夜將其默誦
《舊約聖經‧詩篇 第1章第3節》:如同栽種在溪畔的樹 時辰到時便會開花結果 葉片也永不枯萎 所行的ㄧ切 盡皆實現
《舊約聖經‧詩篇 第6章第8&9節》:惡人啊 遠離我吧 主聽取了我的禱告
- 詩人

《舊約聖經‧詩篇 第80章第10&11節》:神之香柏樹覆滿了葡萄藤 它的枝椏直至大海
《舊約聖經‧詩篇 第80章第11節》:它的幼苗直至大河
《舊約聖經‧詩篇 第80章第12節》:你為什麼拆毀它的籬笆 任由過路的人們採摘呢
《舊約聖經‧詩篇 第80章第14節》:萬軍之主啊
《舊約聖經‧詩篇 第80章第16節》:用你的責罰將燒毀砍壞田地的人們消滅殆盡
《舊約聖經‧詩篇 第80章第17節》:願你的手庇護你為自己培育的人
- 羅蘭西雅

《舊約聖經‧詩篇 第121章第1節》:我向著大山舉目仰望
《舊約聖經‧詩篇 第121章第2節》:我的幫助來自於造天地的神
《舊約聖經‧詩篇 第10章第16節》:主乃永恆之王 異邦之民都將從他的地上滅亡
《舊約聖經‧詩篇 第10章第17節》:主聆聽困苦人的心願 堅強他們的心志
《舊約聖經‧詩篇 第24章第7&9節》:榮耀之王將要進入 強而有力 在戰場上有大能的主啊
《舊約聖經‧詩篇 第24章第10節》:萬軍之主 亦即那榮耀的王
《舊約聖經‧詩篇 第29章第10節》:主君臨於洪水之上 就坐於王位直至永遠
《舊約聖經‧詩篇 第29章第11節》:願主賜祝福賜和平予子民
- 瑪莉王妃

《舊約聖經‧詩篇 第6章第10節》:敵人將驚惶不已 在轉瞬間敗退吧

## 外部連結
- シュヴァリエ公式サイト （页面存档备份，存于） （日語）
- 冲方丁公式サイト （页面存档备份，存于） （日語）
- 夢路キリコ公式サイト （日語）
- バンダイチャンネル （页面存档备份，存于） （日語）